# فرودگاه مونتیچلو (یوتا)
فرودگاه مونتیچلو (یوتا) (به انگلیسی: Monticello Airport (Utah)) یک فرودگاه همگانی بهره‌برداری هوایی با کد یاتا MXC است که یک باند فرود آسفالت دارد و طول باند آن ۱۴۶۸ متر است. این فرودگاه در کشور ایالات متحده آمریکا قرار دارد و در ارتفاع ۲۱۳۳ متری از سطح دریا واقع شده‌است.